# Tetracladessa chalcoxesta
Tetracladessa chalcoxesta är en fjärilsart som beskrevs av Edward Meyrick 1920. Tetracladessa chalcoxesta ingår i släktet Tetracladessa och familjen Eriocottidae. Inga underarter finns listade i Catalogue of Life.